# Psychomyia karkii
Psychomyia karkii is een schietmot uit de familie Psychomyiidae. De soort komt voor in het Oriëntaals gebied.